# 'Til I Die
«'Til I Die» es una canción escrita por Brian Wilson para la banda de rock estadounidense The Beach Boys, lanzada en el álbum de la banda Surf's Up de 1971 y posteriormente elegida como el lado B del sencillo "Long Promised Road". Con letras autobiográficas sobre la muerte y la desesperanza, es una de las pocas canciones en que tanto las palabras como la música fueron escritas únicamente por Wilson. El biógrafo Jon Stebbins escribió: "'Til I Die' demuestra que Brian no solo podía escribir música hermosa, sino que también tenía la capacidad de comunicarse honesta y artísticamente con sus letras. La pista está decorada con un vibráfono inquietante y una base de órgano, que enmarca la fuerte armonía del arreglo vocal perfectamente".

## Composición
De acuerdo con la autobiografía de Brian Wilson, actualmente desacreditada en 1991, Would not It Be Nice: My Own Story, la canción fue inspirada después de un viaje nocturno a la playa:

Últimamente, había estado deprimido y preocupado por la muerte ... Mirando hacia el océano, mi mente, como casi todas las horas de cada día, trabajaba para explicar las incoherencias que dominaban mi vida; el dolor, el tormento y la confusión y la hermosa música que pude hacer. ¿Hubo una respuesta? ¿No tenía el control? Sintiéndome náufrago en una isla existencial, me perdí en el equilibrio de la oscuridad que se extendía más allá de las olas rompientes hacia el otro lado de la tierra. El océano era tan increíblemente vasto, el universo era tan grande, y de repente me vi en proporción a eso, un pequeño guijarro de arena, una medusa flotando en la superficie del agua; viajando con la corriente me sentí empequeñecido. Al día siguiente comencé a escribir "Til I Die", quizás la canción más personal que escribí para The Beach Boys ... Al hacerlo, quería volver a crear la oleada de emociones que había sentido en la playa la noche anterior.

La canción fue escrita en el transcurso de varias semanas mientras Wilson trataba de expresar los sentimientos que había experimentado esa noche que había pasado solo en la playa. Como explica, "Luché en el piano, experimentando con ritmos y cambios de acordes, tratando de emular el sonido de las mareas cambiantes del océano y sus estados de ánimo, así como su enormidad. Quería que la música reflejara la soledad de flotar en una balsa en el medio del Pacífico. Quería que cada nota sonara como si estuviera desapareciendo en la enormidad del universo.
Después de preguntarle a Brian cómo se le ocurrieron los acordes, Don Was recuerda que "Me dijo que estaba sentado en el piano, creando patrones geométricos con los dedos, tratando de no mover los dedos en el exterior de los patrones, pero limitando los cambios a los movimientos internos. Cuando aterrizó en una forma que parecía genial y sonaba bien, la anotó. Entonces, esencialmente creó esta obra maestra al contorsionar sus dedos en formas realmente maravillosas". Sin embargo, Was continúa para decir, "No tengo idea de si esta historia tiene algún fundamento verdero o si simplemente se inventó en el acto para entretenerme".
Wilson ha declarado que la frase "Soy un corcho en el océano" fue lo primero que le llegó líricamente. En la canción, Wilson se compara con un corcho en el océano, una roca en un deslizamiento de tierra y una hoja en un día ventoso: -Se ve a sí mismo como un objeto pequeño e indefenso, siendo movido a distancias inconcebibles por fuerzas más allá de su comprensión. "¿Qué tan profundo es el océano? ¿Cuánto tiempo soplará el viento?" La conclusión sin esperanza se da en el título de la canción. En un momento dado, debido a las críticas que recibió la canción por la banda, Wilson cambió la letra "It kills my soul" a "It holds me up" por "It fills my soul" y "I lost my way" a "I found my way". Finalmente, el resto del grupo insistió en que se mantuvieran las letras originales ya que las nuevas letras contradecían las letras de los versos.
Bruce Johnston elogió la canción en varias ocasiones al calificarla como la última gran canción de Brian Wilson así como describirlo como la "canción más pesada" de Wilson. Johnston también ha declarado que "las palabras se ajustan perfectamente a su modo de pensar". Wilson también sintió que este era el caso cuando afirmó que "la canción resumía todo lo que tenía que decir en ese momento". Más tarde recordó que la reacción de Mike Love a la canción fue: "¡Qué maldita decepción!". En 2015, Love dijo que la letra de "'Til I Die" era su canción favorita de las escritas por Wilson de forma individual, aunque admitió que "no me gusta la frase 'mata mi alma', pero entiendo lo que dice".

## Grabación
La primera tentativa de grabación de la canción fue durante la grabación de 20/20. Según algunas fuentes, un miembro de la banda no quedó impresionado con la nueva canción de Brian Wilson. Bruce Johnston recuerda que Brian "tocó para la banda y un miembro de la banda no la entendió y la dejó de lado, y Brian decidió no mostrarla por unos meses. Simplemente lo guardó. Había sido aplastada por completo. Esta otra persona simplemente no le gustó".  El biógrafo Peter Ames Carlin ha especulado que fue Mike Love quien inicialmente criticó la canción.
Debido a la reacción negativa, Brian no trabajó en la canción otra vez durante varios meses. La primera sesión fechada para la canción fue en el estudio de Brian Wilson el 15 de agosto de 1970. Brian grabaría cinco tomas de la canción, aunque la misma se quedaría solo parcialmente completa. Dennis Wilson no estuvo presente durante esta sesión debido a que estaba actuando para el rodaje de Two-Lane Blacktop, por lo que la banda uso una caja de ritmo Maestro Rhythm King para la base. El 26 de agosto, la pista parcialmente completa se mezcló aunque muy poco trabajo se llevaría a cabo en la grabación hasta más tarde el año siguiente cuando se convirtió en una producción completa.
Años después Al Jardine recordó, "Me encanta el uso de los teclados... el uso extraordinario de las voces. Y es realmente un buen sonido vocal, creo que Desper [el ingeniero] merece todo el crédito por eso. Me refiero a que tenía las mejores micrófonos, la mejor técnica de micrófono y de ingeniería en ese pedazo particular y ese momento en particular. Fue simplemente una maravillosa pieza de música". Johnston expresó sentimientos similares hacia la canción cuando afirma que "La pista es muy simple... y el gran arreglo vocal que escribió. Realmente, una gran obra".

## Créditos
The Beach Boys
- Al Jardine – armonías y coros
- Bruce Johnston – armonías y coros
- Mike Love – voz principal, armonías y coros
- Brian Wilson – voz principal, armonías y coros; órgano Hammond; rocksichord; caja; caja de ritmos
- Carl Wilson – voz principal, armonías y coros; guitarra acústica
- Dennis Wilson – armonías y coros

Personal
- Steve Desper – ingeniero de sonido; Sintetizador moog
- Daryl Dragon – vibráfono

## Ediciones
La canción fue editada por primera vez en el álbum Surf's Up de la banda el 30 de agosto de 1971.
El 11 de octubre de 1971, la canción fue lanzada en los Estados Unidos como el lado B del sencillo "Long Promised Road", que  ya se había editado como sencillo pero con un lado B diferente. El sencillo ingresó a las listas de Billboard el 30 de octubre en la posición n.º 93. Llegaría a su punto máximo tres semanas más tarde en el n.º 89, donde permanecería por una semana más hasta que el corte cayera por completo de las listas. Fue el primer sencillo del grupo en 19 meses que entró en listas de éxitos. Sin embargo, en ese momento era el registro más bajo en la historia del grupo y lo seguiría siendo durante dieciocho años más.